# Äolischer Transport

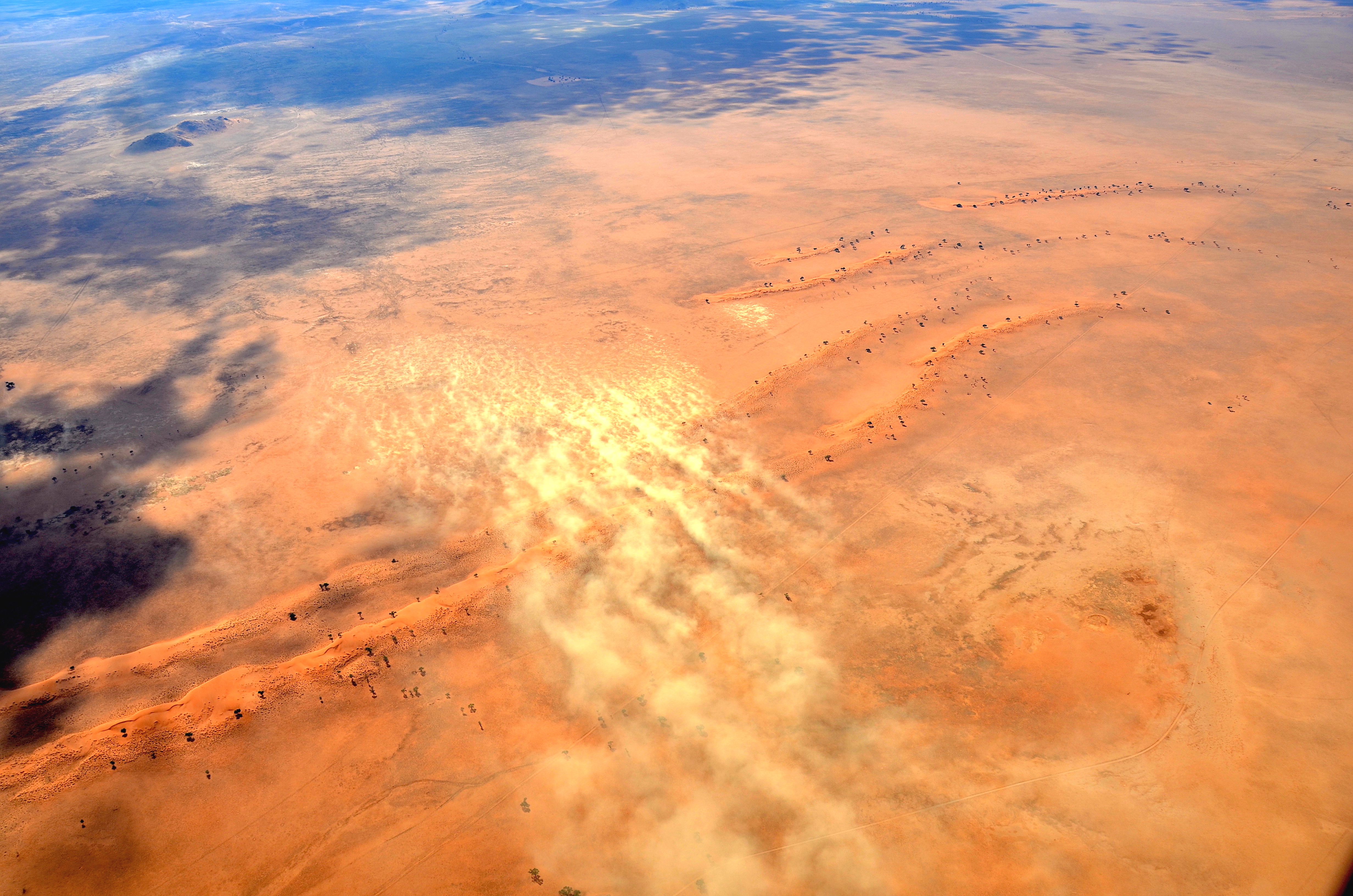
Luftaufnahme eines relativ kleinen Sandsturms am östlichen Rand der Wüste Namib, das Material wird nur in einem eng begrenzten Bereich erodiert.

Äolischer Transport (nach Aiolos = griech. Gott des Windes) ist ein Transportmechanismus, bei dem feinkörniges, klastisches Material (Detritus) aus dem Ausgangssubstrat (unverfestigtes klastisches Sediment, Regolith, Boden) vom Wind ausgeblasen (erodiert), über teils sehr große Entfernungen transportiert und an anderer Stelle, mitunter viele tausende Kilometer vom Herkunftsgebiet entfernt, wieder abgelagert wird. Äolischer Transport tritt auf der Erde meist in ariden oder semiariden Landschaften ohne eine geschlossene Pflanzendecke auf. Auf dem unbelebten Mars ist es wahrscheinlich seit vielen Millionen Jahren der einzige aktive oberflächenformende Prozess. Ein typisches Beispiel für diese Transportform ist der Sandsturm.
Das Material kann, in Abhängigkeit von der Korngröße, bei sehr feinkörnigem Material (Schluff und Tonpartikel) als Schwebefracht durch Suspension in der Luft oder, bei gröberem Korn (Sand), durch Saltation (springende Bewegung) transportiert werden.
Landschaftsformen, die durch äolischen Transport entstanden sind, sind z. B. Dünen und standfeste Lösswände und Lössdecken („Fluglöss“). Äolischer Transport kann im Gegensatz zu anderen Transportmechanismen Material auch entgegen der Schwerkraft bewegen.
Transkontinentaler Staubtransport kann etwa beim Saharastaub, der vom Passat in den Amazonasraum verschleppt wird, enorme Mengen ausmachen. Ähnlicher Ferntransport ist beispielsweise von der Wüste Gobi nach Hawaii oder während der Dürre im US-Mittelwesten der 1930er bis Europa nachgewiesen.

## Siehe auch

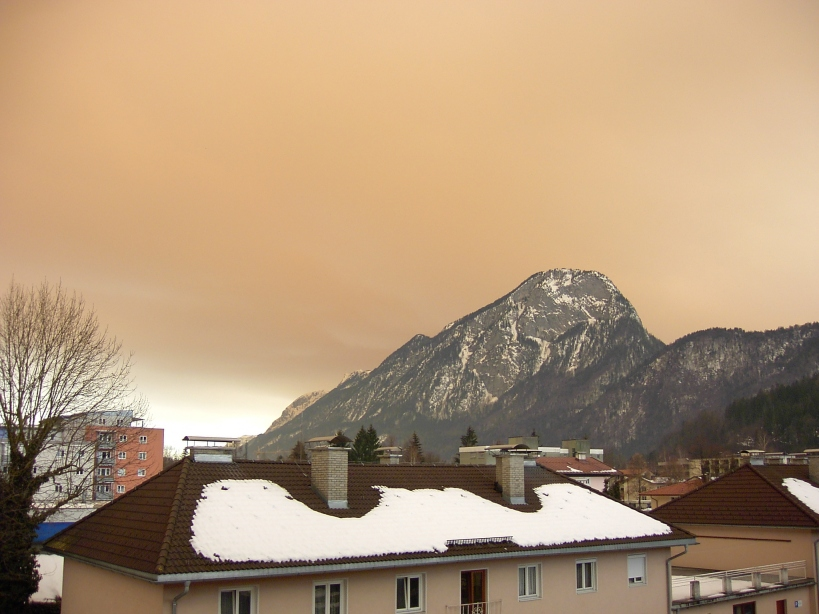
Gesteinsstaub aus der Sahara kann durch den Scirocco bis nach Mitteleuropa verweht werden (Kufstein/Österreich).